# Arachniodes aristata
Arachniodes aristata là một loài thực vật có mạch trong họ Dryopteridaceae. Loài này được (G. Forst.) Tindale miêu tả khoa học đầu tiên năm 1961.

## Hình ảnh

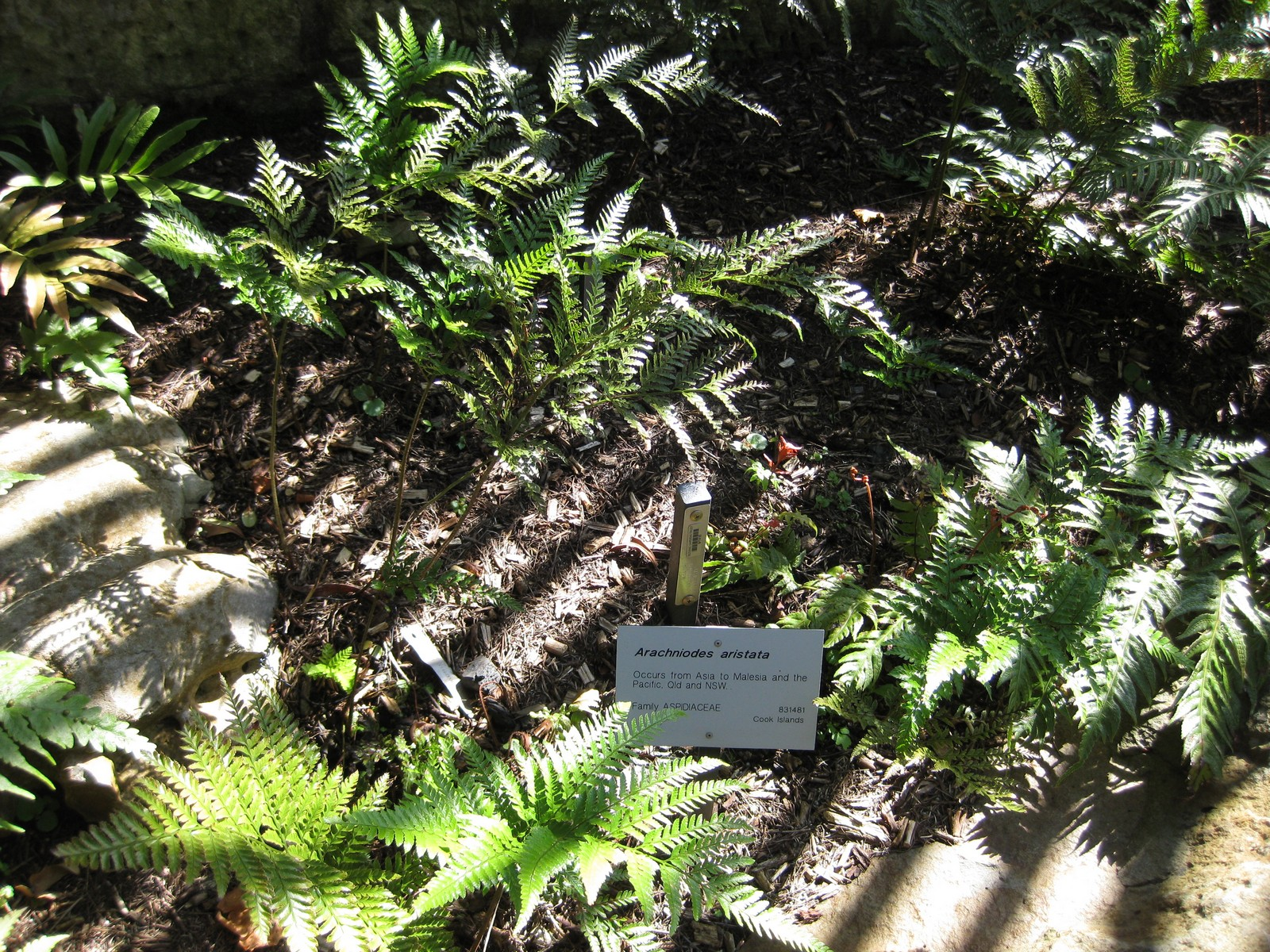
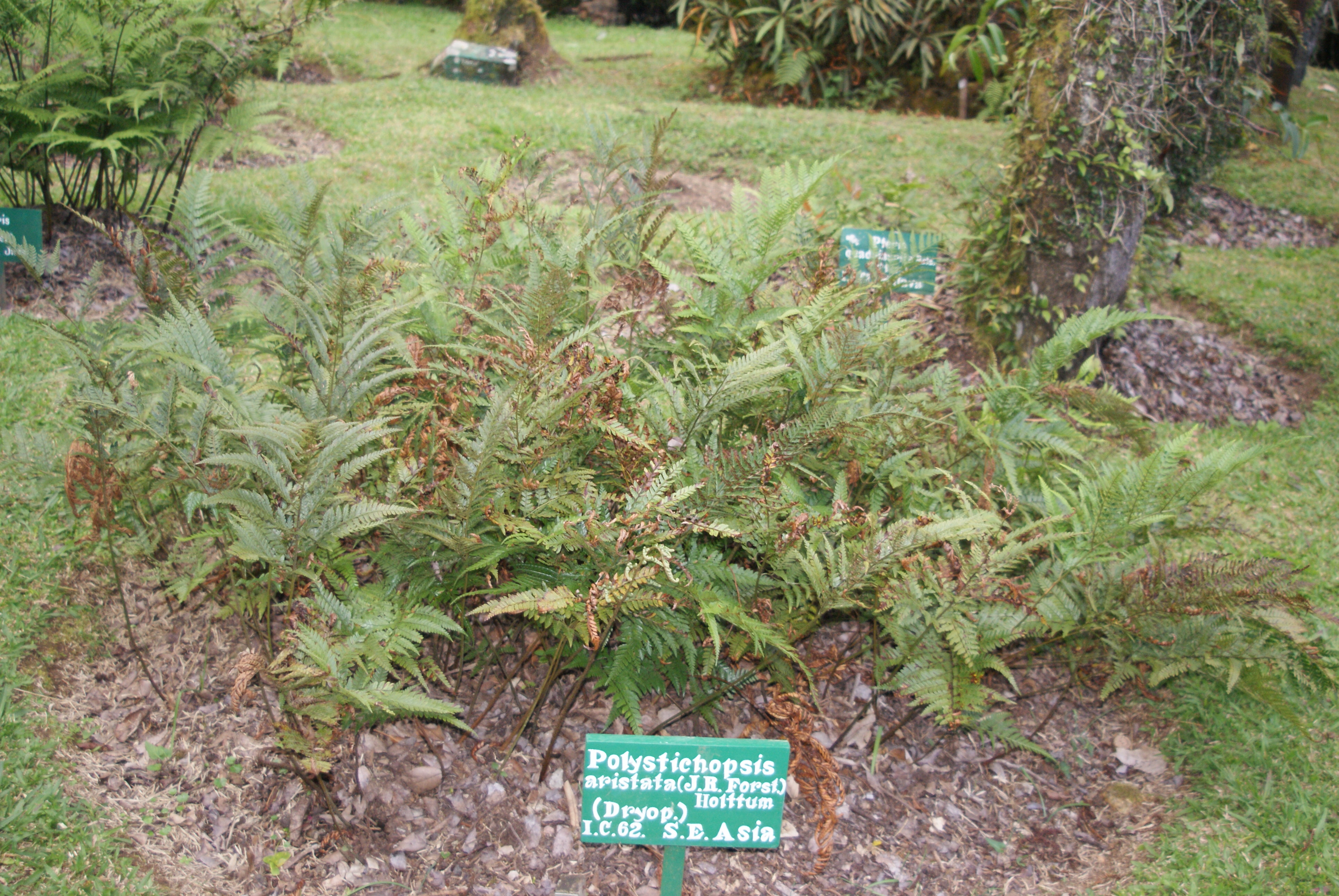